# Boxweltmeisterschaften der Frauen 2023
Die 13. IBA Boxweltmeisterschaften der Frauen 2023 wurden vom 15. bis zum 26. März in der indischen Hauptstadt Neu-Delhi ausgetragen.
Erfolgreichste Nation war das Gastgeberland mit vier Goldmedaillen. Die Meisterschaften wurden von zahlreichen Nationen boykottiert, da Boxerinnen aus Russland und Belarus trotz des russischen Angriffskriegs auf die Ukraine zugelassen waren.

## Qualifikation für die Olympischen Spiele 2024
Im Juni 2022 untersagte das Internationale Olympische Komitee (IOC) der International Boxing Association (IBA) die Rechte zur Durchführung und Organisation des Turniers aufgrund von anhaltenden Unregelmäßigkeiten in der Verbandsführung, mangelnder finanzieller Transparenz und fehlender Integrität der Schiedsprozesse. Bereits 2019 war die IBA von der IOC suspendiert worden. Dementsprechend war die Boxweltmeisterschaft der Frauen 2023 kein Qualifizierungswettbewerb für die Olympischen Sommerspiele 2024 in Paris. Eine weitere Konsequenz ist, das Boxen nach den IBA-Regeln bei den Olympischen Sommerspielen 2028 nicht mehr olympisch ist.

## Teilnehmende Nationen

### Teilnehmernationen
- Afghanistan (2)
- Algerien (6)
- Armenien (6)
- Australien (9)
- Aserbaidschan (6)
- Belarus (6)
- Botswana (3)
- Brasilien (7)
- Bulgarien (6)
- Volksrepublik China (12)
- Chinesisch Taipeh (9)
- Kolumbien (9)
- Kroatien (1)
- Dominikanische Republik (3)
- Eswatini (1)
- Föderierte Staaten von Mikronesien (1)
- Frankreich (9)
- Französisch-Polynesien (1)
- Griechenland (2)
- Guatemala (3)
- Guyana (2)
- Haiti (1)
- Ungarn (8)
- Indien (12) Gastgeber
- Italien (8)
- Japan (8)
- Jordanien (1)
- Kamerun (1)
- Kap Verde (1)
- Kasachstan (12)
- Kenia (11)
- Kuwait (1)
- Mali (1)
- Mexiko (8)
- Moldau (2)
- Mongolei (8)
- Marokko (4)
- Mosambik (4)
- Nepal (7)
- Niederlande (1)
- Neuseeland (6)
- Panama (1)
- Philippinen (3)
- Puerto Rico (4)
- Rumänien (4)
- Russland (12)
- St. Lucia (1)
- Serbien (7)
- Sierra Leone (1)
- Singapur (5)
- Slowakei (3)
- Südafrika (3)
- Südkorea (8)
- Spanien (5)
- Sri Lanka (2)
- Tadschikistan (4)
- Tansania (2)
- Thailand (9)
- Trinidad und Tobago (3)
- Tunesien (3)
- Türkei (12)
- Turkmenistan (1)
- Usbekistan (10)
- Venezuela (4)
- Vietnam (9)

### Boykott
Auf Grund der Duldung von russischen und belarussischen Boxerinnen bei den Weltmeisterschaften und wegen dem Ignorieren der Forderung, deren Flaggen nicht zu zeigen und Nationalhymnen nicht zu spielen, entschlossen sich mehrere Länder keine Sportlerinnen zu entsenden. Diese waren:
- Argentinien
- Kanada
- Tschechien
- Dänemark
- Finnland
- Vereinigtes Königreich
  -  England
  -  Schottland
  -  Wales
- Island
- Irland
- Lettland
- Litauen
- Niederlande
- Norwegen
- Polen
- Schweden
- Schweiz
- Ukraine
- Vereinigte Staaten

Eine Besonderheit stellt Megan de Cler da, die trotz des Boykotts anreiste und erklärte, die sei Boxerin und keine Politikerin. Sie würde nicht für ihr Land antreten.

### Kosovo-Boykott
Der Kosovo zog seine Teilnehmer wegen angeblicher Diskriminierung durch die indischen Behörden von der Meisterschaft zurück. Obwohl der kosovarische Boxverband Vollmitglied der IBA ist, beschlossen die lokalen Organisatoren, die Verwendung der Flagge und der Nationalhymne des Kosovo bei der Meisterschaft, einschließlich der Medaillenzeremonien und der Mannschaftsuniformen, aus politischen Gründen zu verbieten. Hintergrund ist, das der Kosovo 2008 seien Unabhängigkeit von Serbien erklärt hatte, Indien dies aber nicht anerkennt. Die einzige Teilnehmerin aus dem Kosovo, die Bronzemedaillengewinnerin von 2022, Donjeta Sadiku, hatte ebenfalls Probleme, ein Visum für die Einreise nach Indien für den Wettbewerb zu erhalten. Sadiku wurde bereits 2017 für die Jugendweltmeisterschaften und 2018 für die Frauenweltmeisterschaften die Einreise nach Indien verweigert. Kosovos Präsidentin Vjosa Osmani bezeichnete die Behandlung der Athleten aus ihrem Land als „eklatante Verletzung internationaler Sportstandards“ und forderte die Organisatoren auf, ihre Entscheidung zu überdenken. Das Medienkommunikationsteam der IBA bezeichnete den Vorfall als „bedauerlich, und die indische Regierung war auch sehr kooperativ, und dem Team wurden Visa für die Wettkämpfe erteilt. Es war bedauerlich zu erfahren, dass die Athleten aus dem Kosovo die Möglichkeit, nach Neu-Delhi zu kommen, abgelehnt haben.“

### Nepalesische Boxerin Anjani Teli
Fraglich war die Teilnahme der in Indien geborene nepalesische Boxerin Anjani Teli.  Es gab Gerüchte, sie habe einen illegale doppelte Staatsbürgerschaft und wäre bei einem früheren Wettbewerb unter einer falschen Identität angetreten. Die IBA untersuchte die gegen sie erhobenen Vorwürfe. Dies wurde jedoch für unbedenklich erklärt, da sie nie einen indischen Pass besessen hatte. Sie wurde in Delhi als Tochter nepalesischer Einwanderer geboren. Im Alter von 8 Jahren erhielt sie einen nepalesischen Pass, da ihre Eltern aus Nepal stammten. Die IBA erlaubte ihr die weitere Teilnahme an dem Turnier.

## Medaillengewinner

### Medaillenspiegel
| Platz | Land                | Gold | Silber | Bronze | Gesamt |
| ----- | ------------------- | ---- | ------ | ------ | ------ |
| 1.    | Indien              | 4    | 0      | 0      | 4      |
| 2.    | Volksrepublik China | 3    | 3      | 3      | 7      |
| 3.    | Russland            | 1    | 1      | 1      | 3      |
| 4.    | Italien             | 1    | 1      | 0      | 2      |
| 5.    | Brasilien           | 1    | 0      | 1      | 2      |
| 5.    | Marokko             | 1    | 0      | 1      | 2      |
| 7.    | Chinesisch Taipeh   | 1    | 0      | 0      | 1      |
| 8.    | Kasachstan          | 0    | 2      | 4      | 6      |
| 9.    | Kolumbien           | 0    | 2      | 2      | 4      |
| 10.   | Australien          | 0    | 2      | 1      | 3      |
| 11.   | Mongolei            | 0    | 1      | 1      | 2      |
| 11.   | Thailand            | 0    | 1      | 1      | 2      |
| 13.   | Vietnam             | 0    | 1      | 0      | 1      |
| 14.   | Frankreich          | 0    | 0      | 3      | 3      |
| 15.   | Aserbaidschan       | 0    | 0      | 1      | 1      |
| 15.   | Belarus             | 0    | 0      | 1      | 1      |
| 15.   | Bulgarien           | 0    | 0      | 1      | 1      |
| 15.   | Japan               | 0    | 0      | 1      | 1      |
| 15.   | Südkorea            | 0    | 0      | 1      | 1      |
| 15.   | Usbekistan          | 0    | 0      | 1      | 1      |

### Nach Disziplinen
| Klasse                        | Gold                           | Silber                            | Bronze                                                           |
| ----------------------------- | ------------------------------ | --------------------------------- | ---------------------------------------------------------------- |
| Minimumgewicht (45–48 kg)     | Nitu Ghanghas Indien           | Lutsaikhany Altantsetseg Mongolei | Alua Balkibekowa Kasachstan Yasmine Moutaqui Marokko             |
| Halbfliegengewicht (48–50 kg) | Nikhat Zareen Indien           | Nguyễn Thị Tâm Vietnam            | Íngrit Valencia Kolumbien Wassila Lkhadiri Frankreich            |
| Fliegengewicht (50–52 kg)     | Wu Yu China                    | Sirine Charaabi Italien           | Yuliya Apanasovich Belarus Rinka Kinoshita Japan                 |
| Bantamgewicht (52–54 kg)      | Huang Hsiao-wen Taiwan         | Yeni Arias Kolumbien              | PJutamas Jitpong Thailand Mönchtsetsegiin Enchdschargal Mongolei |
| Federgewicht (54–57 kg)       | Irma Testa Italien             | Karina Ibragimowa Kasachstan      | Amina Zidani Frankreich Svetlana Staneva Bulgarien               |
| Leichtgewicht (57–60 kg)      | Beatriz Ferreira Brasilien     | Angie Valdés Kolumbien            | Oh Yeon-ji Südkorea Yang Wenlu China                             |
| Halbweltergewicht (60–63 kg)  | Yang Chengyu China             | Nataliya Sychugova Russland       | Camila Camilo Kolumbien Fatia Benmessahel Frankreich             |
| Weltergewicht (63–66 kg)      | Yang Liu China                 | Janjaem Suwannapheng Thailand     | Navbakhor Khamidova Usbekistan Nadezhda Ryabets Kasachstan       |
| Halbmittelgewicht (66–70 kg)  | Anastasiia Demurchian Russland | Kaye Scott Australien             | Zhou Pan China Bárbara Santos Brasilien                          |
| Mittelgewicht (70–75 kg)      | Lovlina Borgohain Indien       | Caitlin Parker Australien         | Li Qian China Valentina Khalzova Kaschstan                       |
| Halbschwergewicht (75–81 kg)  | Saweety Boora Indien           | Wang Lina China                   | Emma-Sue Greentree Australien Fariza Sholtay Kasachstan          |
| Schwergewicht (+81 kg)        | Khadija El-Mardi Marokko       | Lazzat Kungeibayeva Kasachstan    | Diana Pyatak Russland Aynur Rzayeva Asabaidschan                 |

Kontroversen gab es in den Gewichtsklassen Federgewicht und Weltergewicht. So wurde die Drittplatzierte Lin Yu-ting im Federgewicht und Imane Khelif, die Zweitplatzierte im Weltergewicht, disqualifiziert, nachdem bei einem nicht näher spezifizierten Geschlechtstest Unregelmäßigkeiten festgestellt wurden. Beide durften bei den Olympischen Sommerspielen 2024 antreten.